# Złodziej (film 1981)
Złodziej – amerykański film kryminalny z 1981 roku na podstawie powieści The Home Invaders Franka Hohimera (pseudonim Johna Seybloda, zawodowego włamywacza). Debiut reżyserski Michaela Manna.

## Fabuła
Frank na pozór jest zwykłym przedsiębiorcą prowadzącym bar i zajmującym się sprzedawaniem samochodów w Chicago. Tak naprawdę jest zawodowym złodziejem, zajmującym się kradzieżami biżuterii. Zaczyna się spotykać z kasjerką Jessie i coraz bardziej zaczyna myśleć o wycofaniu się z przestępczego procederu i zaczęciu uczciwego życia, ustabilizowaniu się i adopcji dziecka. Po udanej akcji, ginie Joe Gags – paser Franka, który miał przy sobie pieniądze dla niego. Złodziej odkrywa, że paser zginął z powodu długów. Przy odzyskaniu forsy, Frank godzi się na współpracę w skoku z szefem półświatka Leo, który liczy na stały układ. Napad kończy się sukcesem, ale Leo wypłaca  jedną dziesiątą obiecanego udziału Franka tłumacząc się wspólnymi inwestycjami  w nieruchomości licząc na długą współpracę. Wściekły Frank żąda reszty udziału w ciągu doby grożąc Leo śmiercią. W odwecie najbliższy kumpel Barry zostaje zamordowany, a Leo daje Frankowi do zrozumienia, że nie ma on żadnego wyboru. Złodziej nie mając wyjścia, staje do finalnej konfrontacji z gangsterem i jego gangiem.

## Obsada
- James Caan – Frank
- Tuesday Weld – Jessie
- Willie Nelson – Okla
- James Belushi – Barry
- Robert Prosky – Leo
- Tom Signorelli – Attaglia
- Dennis Farina – Carl
- Nick Nickeas – Nick
- W.R. Brown – Mitch
- Norm Tobin – Guido
- John Santucci – Urizzi
- Gavin MacFadyen – Boreksco
- Chuck Adamson – Ancell
- Sam Cirone – Martello
- Spero Anast – Bukowski
- Walter Scott – Detektyw D. Simpson

## Nagrody i nominacje
MFF w Cannes 1981
- Złota Palma (nominacja; film wtedy nosił tytuł Violent Streets)

Złota Malina 1981
- Najgorsza muzyka – Tangerine Dream (nominacja)